# Gold, Weihrauch und Myrrhe

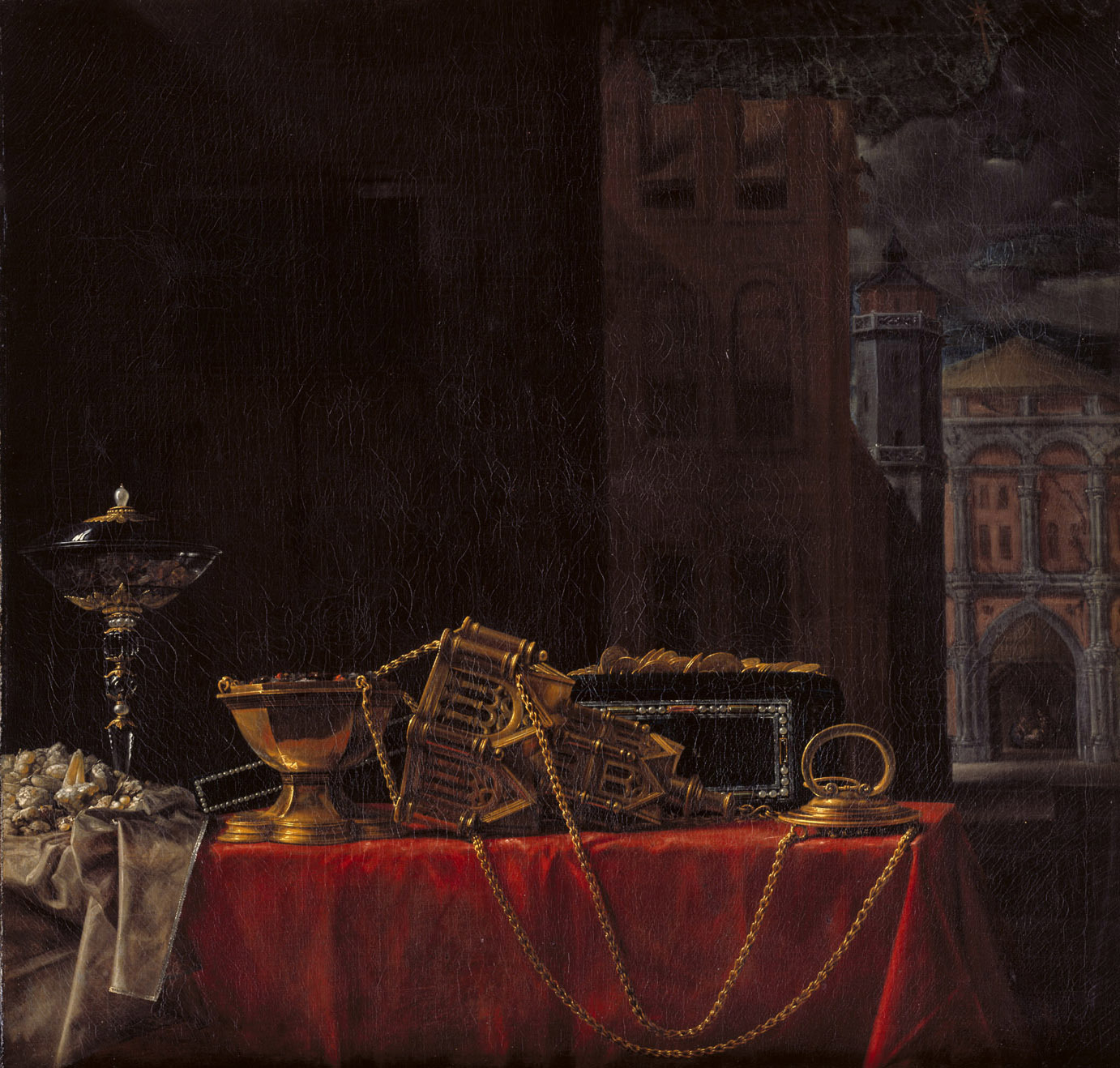
Jan Anton van der Baren: Die Geschenke der Heiligen Drei Könige, 17. Jahrhundert (Kunsthistorisches Museum Wien)

Gold, Weihrauch und Myrrhe sind als wertvolle Gaben, die die Weisen aus dem Morgenland Jesus Christus darbringen, ein Einzelmotiv aus dem Sondergut des Matthäusevangeliums (Mt 2,11 ). Sie haben die Phantasie der Ausleger in besonderem Maße beschäftigt.

## Exegese
Die Magier brechen in der Erzählung des Matthäusevangeliums auf, um einen König zu verehren. Am Ziel angekommen, öffnen sie ihre Schatzkästen. Einen König ohne Geschenke zu besuchen, wäre für den antiken Leser gleichbedeutend mit einem Affront. Es sind jedenfalls drei überaus kostbare Geschenke, „Königsgaben“. Die Importartikel Weihrauch und Myrrhe wurden im Kultus, aber z. B. auch für Kosmetika oder Heilmittel verwendet. Antiochos VII. Sidetes veranstaltete luxuriöse Gastmähler, bei denen die Speisen (Fleisch, Fisch und Honigkuchen) mit Kränzen aus Weihrauch und Myrrhe sowie goldenen Bändern geschmückt waren. Ein hypothetischer Erstleser würde die königliche Konnotation der Szene und der Geschenke also deutlich wahrnehmen.
Matthäus verweist am Anfang seines Evangeliums sehr oft auf das Alte Testament, vielleicht auch hier. Da aber die Trias Gold, Weihrauch und Myrrhe so nirgendwo im Alten Testament vorkommt, ist nicht eindeutig, welche Stelle er meint. Möglich ist eine Anspielung auf Jes 60,6  oder  Hld 3,6 . Jes 60,6 und damit die Völkerwallfahrt zum Zion klingt als intertextuelle Referenz in Mt 2,11 mit, ist aber messianisch umgeformt, denn die Magier wollen einen König verehren, und ihre Reise findet nicht in Jerusalem, sondern in Bethlehem ihr Ziel. Jerusalem ist im ganzen Matthäusevangelium negativ konnotiert. „Das Hinzukommen der Völker ist nicht mehr als ein Kommen nach Jerusalem denkbar, sondern als ein Kommen zum Messias, zum Immanuel, transformiert.“
Später wird die Jesaja-Stelle bei der Ausgestaltung der Legende von den Heiligen Drei Königen herangezogen. Aus der Dreizahl der Gaben wird dann auch die Dreizahl der Überbringer gefolgert.

## Rezeptionsgeschichte

### Christologische Deutung
Dieser Auslegungstyp ist der älteste. Schon Irenäus von Lyon und Origenes sahen die Myrrhe als einen Hinweis auf den Tod Jesu und zogen eine Verbindung zu Mk 15,23  und Joh 19,39 . Die altkirchliche Exegese deutet das Detail der drei Gaben vom Zentrum der neutestamentlichen Botschaft her: „Gold kommt Jesus als König, Weihrauch als Gott, Myrrhe als Mensch zu.“ Prägnant formulierte Juvencus diesen Gedanken als Hexameter: „Thus aurum murram regique hominique Deoque / dona ferunt.“ Christologisch betrachtet, passen die drei Begriffe König, Gott und Mensch allerdings nicht recht zusammen. Denn die Begriffe Gott und Mensch beziehen sich auf die Natur Christi (Zweinaturenlehre), König dagegen ist ein Amt. Die drei Ämter Christi sind klassischerweise König, Priester und Prophet.

Die Deutung der drei Gaben in der Nachfolge von Irenäus und Origenes ging in die Liturgie des Epiphaniasfestes (Dreikönigstag, 6. Januar) ein: 

„Regem deumque annuntiant / thesaurus et fragrans odor / turis Sabaei, at myrrheus / pulvis sepulcrum praedocet. (Den König und Gott verkünden, / der Schatz und der duftende Geruch / des Weihrauchs von Saba, die Myrrhe aber, / die Körner, sagt das Grab voraus.)“

„Ab oriente venerunt magi in betlehem adorare dominum et apertis thesauris suis preciosa munera obtulerunt aurum sicut regi magno  thus sicut deo uero mirram sepulture eius. (Vom Osten kamen Magier nach Bethlehem, anzubeten den Herrn, und taten ihre Schätze auf und brachten kostbare Gaben dar: Gold dem großen König, Weihrauch dem wahren Gott, Myrrhe für sein Begräbnis).“

Sie klingt auch in modernen Kirchenliedern an, z. B. in Die Weisen aus dem Morgenland (Maria Luise Thurmair 1952): „Gold, Weihrauch, Myrrhe brachten sie / dem Kind zum Opfer dar, / das da, so arm im Stall beim Vieh, / ihr Gott und König war.“
Etwas anders deutet die „Syrische Schatzhöhle“ (6. Jahrhundert): Christus ist König (= Gold), Priester (= Weihrauch) und Arzt (= Myrrhe). Die beiden christologischen Deutungen konnten kombiniert werden, wie Marco Polo aus Persien überlieferte. Dort, so heißt es in Il Milione, gebe es eine Ortschaft Cala Ataperistan, wo man die Tradition habe, es seien einst drei Könige aus jener Gegend aufgebrochen, um einen neugeborenen Propheten anzubeten – und zu testen. Wenn er nach dem Gold greife, sei er ein weltlicher Herrscher. Greife er nach dem Weihrauch, sei er ein Gott. Greife er nach der Myrrhe, sei er ein Arzt.

### Moralische Deutung
Seit dem Frühmittelalter wurden die drei Gaben zusätzlich zu der relativ feststehenden dogmatischen Deutung auch in der Paränese verwendet, was größere Spielräume eröffnete. Sie stehen dann für das, was der Christ Gott schenken soll:
|                               | Gold        | Weihrauch      | Myrrhe                                           |
| ----------------------------- | ----------- | -------------- | ------------------------------------------------ |
| Opus imperfectum in Matthaeum | Glaube      | Gebet          | gute Werke                                       |
| Euthymios Zigabenos           | reine Werke | Gebet          | Tötung der Leidenschaften                        |
| Gregor der Große              | Weisheit    | Gebet          | Ertötung des Fleisches (mortificatio carnis)     |
| Martin Luther                 | Hoffnung    | Glaube         | Liebe: Bekenntnis zum Leiden und Sterben Christi |
| Johann Arndt                  | Glaube      | Andacht, Gebet | Buße; Kreuz und Leiden                           |

Die kostbaren materiellen Geschenke der Weisen aus dem Morgenland wurden zu geistigen Gaben, die jeder Mensch dem Jesuskind schenken konnte. Auch hier führt die Spur weiter in die Kirchenmusik, z. B. zu der Kantate Sie werden aus Saba alle kommen (BWV 65):

„Des Glaubens Gold, der Weihrauch des Gebets, /
Die Myrrhen der Geduld sind meine Gaben, /
Die sollst du, Jesu, für und für /
Zum Eigentum und zum Geschenke haben.“

### Weitere Deutungen
Seit dem Hochmittelalter gibt es einen dritten Deutungstyp, der die Nützlichkeit der Gaben herausstellt: Gold – denn Maria und Josef waren arm; Weihrauch – um den Gestank im Stall zu überdecken; Myrrhe – für die Gesundheit des Säuglings. Johann Albrecht Bengel sah in den Geschenken vorrangig Erzeugnisse aus dem Herkunftsland der Sterndeuter. „Diese Erstlingsgaben sollten darthun, daß einst Alles Christi sein werde, auch das Mineral-, das Pflanzenreich.“

## Christusreliquien

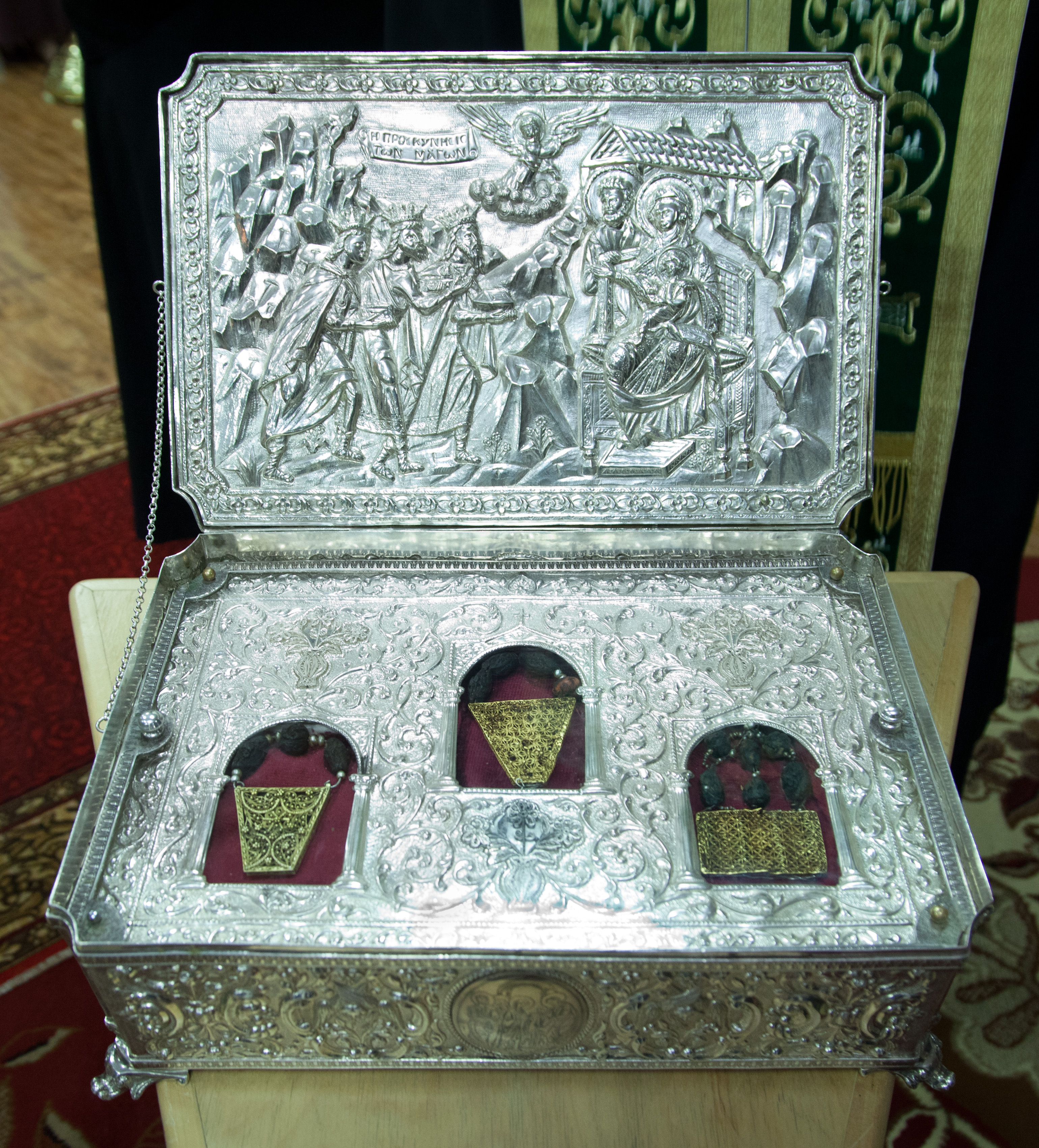
Die Christusreliquien Gaben der Sterndeuter (Moskau 2014)

Die Ehrwürdigen Gaben der drei Sterndeuter werden in dem Athos-Kloster Agiou Pavlou verehrt. Es handelt sich dabei um 28 goldene Anhänger (drei- oder viereckige, 5 bis 7 cm große Plättchen, die mit filigranen Ornamenten verziert sind) und daran befestigte, auf Silberfäden aufgezogene olivengroße Perlen aus Weihrauch und Myrrhe, insgesamt 70. Der Überlieferung nach übergab Maria diese Schätze vor dem Tod zwei rechtschaffenen Frauen. Sie seien danach zunächst in Jerusalem verwahrt worden, von dort in die Sophienkirche in Konstantinopel gelangt; nach dem Fall Konstantinopels seien sie durch Mara Branković dem Konvent des Athos-Klosters übergeben worden, wo sie sich seitdem befinden. Die Athosmönche sind der Meinung, dass die Reliquien heilende Kräfte hätten und auf diese Weise die Ankunft Jesu Christi in der Welt bezeugten.
Außerhalb Griechenlands wurden die Reliquien nach dem 15. Jahrhundert erst einmal gezeigt: im Januar 2014 in Moskau, Sankt Petersburg, Kiew und Minsk, unter großer Beteiligung der orthodoxen Bevölkerung.